# Союз вождей и народов Севера
Союз вождей и народов Севера (фр. Union des Chefs et des Populations du Nord, UCPN) — политическая партия Французского Того. Партия была основана в 1951 года после отделения от Комитета единства Того Силвануса Олимпио.

## История
Партия была основана в 1951 году как организация, представляющая традиционных вождей и выдающихся деятелей северного Тоголенда, и была связана с профранцузской Партией прогресса Того. На выборах в Представительное собрание в декабре 1951 года партия получила 12 из 24 мест во Втором колледже. На выборах 1952 года партия получила 15 из 30 мест. На выборах 1955 года она вновь получила 15 мест. Однако на парламентских выборах 1958 года партийное представительство сократилось до 10 мест, хотя Национальное собрание было расширено до 46 депутатов.
В октябре 1959 года партия объединилась с Партией прогресса и образовала Демократический союз тоголезского народа.

## Участие в выборах

### Парламентские выборы
| Выборы | Голоса | %       | Места    | +/-  |
| ------ | ------ | ------- | -------- | ---- |
| 1951   |        |         | 12 из 30 | ▲ 12 |
| 1952   | 20 316 | 48,99 % | 15 из 30 | ▲ 3  |
| 1955   | 79 876 | 53,80 % | 15 из 30 | ▬    |
| 1958   | 56 281 | 18,09 % | 10 из 46 | ▼ 5  |